# Otto von Voß

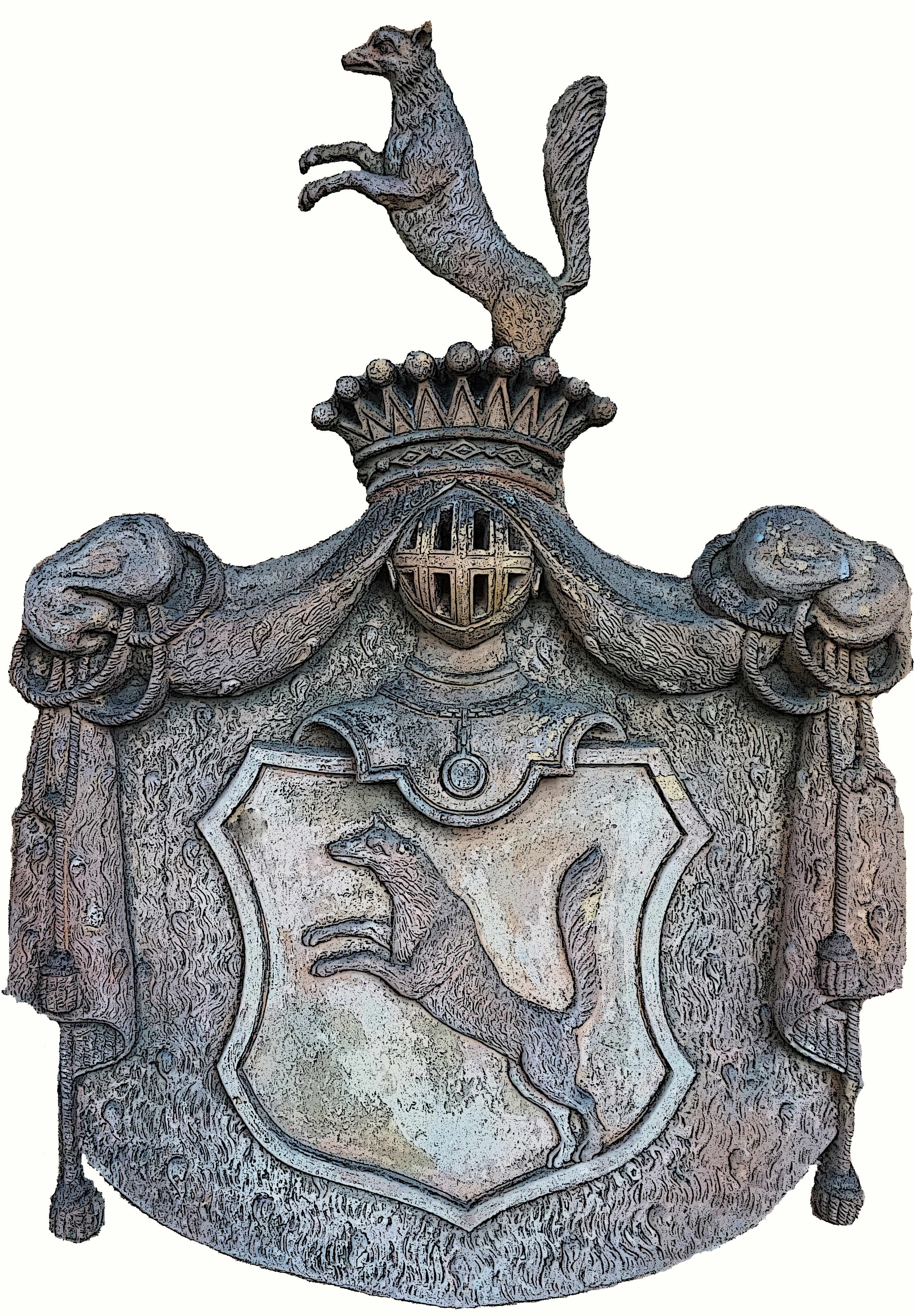
Les armoiries des comtes de Voß Buch dans l'église du château de Berlin-Buch

Otto Carl Friedrich von Voß (né le 8 juin 1755 à Berlin et mort le 30 janvier 1823 dans la même ville) est ministre d'État secret du royaume de Prusse.

## Origine
Il est issu de la famille noble du Mecklembourg von Voß (de). Ses parents sont Friedrich Christoph Hieronymus von Voß (de) (né le 13 novembre 1724 et mort le 3 octobre 1784), héritier de Flotow et de Trollenhagen, et de sa première épouse Amalia Ottilie von Viereck (1736-1767). Sa sœur Julie von Voß, comtesse von Ingenheim (1766–1789) est dame d'honneur, maîtresse et plus tard épouse du roi prussien Frédéric-Guillaume II. Ses frères sont Albrecht Leopold, major royal prussien (né en 1759 et mort le 31 mai 1793) et le colonel Ferdinant Georg Wilhelm Ernst.

## Biographie
Après la mort de son père (1784), il hérite de Buch, Karow et Birkholz en tant que seigneur. Parallèlement, il rachète au général von Bülow la prévôté de la cathédrale d'Havelberg, que son père a détenue. Dès lors, la cathédrale d'Havelberg (de) devient son lieu de séjour préféré. En 1786, il retourne au service du gouvernement en tant que président de la Chambre de la guerre et du domaine de la Marche-Électorale et en 1789 en tant que ministre d'État à la direction générale avec le département de la Nouvelle-Marche, Neuchâtel et plus tard Magdebourg et Halberstadt. En 1793, il devient le premier ministre provincial de la province nouvellement acquise de Prusse-Méridionale. En 1795, il acquit la curie des chanoines de Magdebourg (de). De 1795 à 1798, le ministre provincial de Silésie Karl Georg von Hoym assume cette tâche. À partir de 1798, cependant, Voß se voit de nouveau confier des affaires officielles et reste en fonction jusqu'à ce que la Prusse du Sud soit occupée par les troupes ennemies lors de la guerre de la Quatrième Coalition en 1806 (voir aussi Paix de Tilsit).
En 1800, après la mort de son beau-père, il reçoit le Palais Marschall (de) sur la Wilhelmstraße à Berlin (aujourd'hui Voßstraße (de) sur ce site, du nom d'un de ses proches).
Le 20 février 1808, il est démis de ses fonctions de commissaire royal.
Après cela, von Voß vit dans l'isolement, en partie à Buch. Il gère ses domaines de Buch, Karow, Wartenberg, Flotow, Stavenow (près de Perleberg) et Trossin et possède une importante collection de musique et d'instruments de musique anciens. Ce n'est qu'en 1821, lorsque la confiance du roi dans la gestion d'Hardenberg commence à décliner, que Voß est de nouveau appelé pour d'importantes consultations. Le 16 septembre 1822, il est nommé vice-président du ministère et du Conseil d'État prussien. Deux jours avant sa mort, le roi lui décerne l'ordre de l'Aigle noir.
Jusqu'à la fin de sa vie, il possède les prébendes d'ancienneté de la famille von dem Bussche-Streithorst au chapitre de la cathédrale de Magdebourg. Après l'an de grâce des héritiers Voss à partir de mars 1825, Clamor August Friedrich Wilhelm von dem Bussche zu Steinhausen (1776–1831) succède à ce prébendier.

## Famille
Il se marie le 11 décembre 1780 avec la comtesse impériale Karoline Maria Susanne Finck von Finckenstein (1751-1828), fille du ministre de Frédéric II, Karl Wilhelm Finck von Finckenstein . Après son mariage, il achète le domaine voisin de Wartenberg à Niederbarnim, puisque son père vit toujours sur le domaine familial à Buch. Il y élit domicile et tour à tour à Berlin. Otto von Voß a les enfants suivants avec sa femme :
- Friedrich Wilhelm Maximilien (né le 3 mai 1782 et mort le 28 février 1847), depuis le 15 octobre 1840 1er comte von Voß-Buch
- Karl Otto Friedrich (né le 26 septembre 1786 et mort le 3 février 1864), 2e comte von Voß-Buch
- Auguste Amalie (née le 17 mars 1787 et morte le 13 novembre 1861) mariée en 1812 avec le comte Heinrich Friedrich Leopold Finck von Finckenstein (né le 14 juin 1782 et mort le 18 novembre 1868), fils de Friedrich Ludwig Karl Finck von Finckenstein
- Caroline Friederike Wilhelmine (née le 28 août 1789 et morte le 11 février 1851)
- Otto Karl Philipp (né le 31 août 1794 et mort le 10 novembre 1836), administrateur de l'arrondissement du Bas-Barnim (de), marié en 1830 avec Albertine Ulrike Luise Finck von Finckenstein (née le 22 juillet 1786 et morte le 24 juillet 1862) veuve d'August Wilhelm von Schierstedt (1781–1827) et fille de Friedrich Ludwig Karl Finck von Finckenstein